# 吉田道場
吉田道場（よしだどうじょう）は、吉田秀彦が設立した日本の柔道道場。

## 歴史
2002年6月、東京都世田谷区梅丘に初の道場が開かれて2008年までに東京、神奈川、埼玉、千葉に7つの道場を抱えていた。
元々は総合格闘技の道場もあって柔道出身総合格闘家が所属して各種総合格闘技大会に選手を派遣していたが、2012年2月に総合格闘技の道場を閉鎖して東京にある柔道の道場を運営している。
道場の運営はジェイロックが行っていたが、2012年8月にNPO法人ビバスポーツクラブが設立されて道場の運営を引き継いでいる。
一般にも門戸を開いてプロとして活動している選手らが師範となって会員に柔道を教える他、「VIVA JUDO!」という子供の無料柔道教室も定期的に行ったり、「VIVA JUDO!杯」という柔道大会も開催するなど柔道普及のために活動を行なっている。

## 所属選手
- 吉田秀彦
- 早川憲幸
- 長倉立尚
- 村田龍一
- 真騎士
- 和田竜光
- 中村謙作

## 歴代所属選手
- 瀧本誠
- 中村和裕
- 小見川道大